# Georgette Brenez
Georgette Brenez (Tertre, 5 november 1930 - Aat, 9 januari 2010) was een Belgisch volksvertegenwoordiger en burgemeester.

## Levensloop
Brenez was getrouwd met Alain Brotcorne. Ze hadden een zoon. Ze was eerst naaister en werkte daarna als bediende. Ook was ze directrice van vakantiekolonies.
Van 1947 tot 1956 was Brenez regionaal secretaris voor de Socialistische Vooruitziende Vrouwen in Saint-Ghislain en van 1957 tot 1959 was ze regionaal secretaris in de PSB-afdeling van Dinant. Van 1959 tot 1985 was ze secretaris en van 1985 tot 1990 voorzitter van de Socialistische Vooruitziende Vrouwen-afdeling van het arrondissement Doornik-Aat-Moeskroen. In 1990 werd zij algemeen voorzitter van deze vereniging voor de gehele Franse Gemeenschap. Ook was Brenez bestuurster bij de Socialistische Mutualiteiten.
Van 1974 tot 1985 was ze lid van de Kamer van volksvertegenwoordigers voor het arrondissement Doornik-Aat-Moeskroen. Haar belangstelling ging uit naar de openbare gezondheid, de familie, cultuur, werkverschaffing en sociale zekerheid. Daardoor was ze van 1974 tot 1980 ook lid van de Cultuurraad voor de Franse Cultuurgemeenschap en zetelde ze van 1980 tot 1985 in de Waalse Gewestraad en de Franse Gemeenschapsraad.
Van 1971 tot 1997 was Brenez eveneens gemeenteraadslid en schepen van Aat. Van 1992 tot 1994 en voor korte tijd in 1997 was ze waarnemend burgemeester van de stad.